# Feuerwehr-Ehrenzeichen des Nassauischen Feuerwehrverbandes

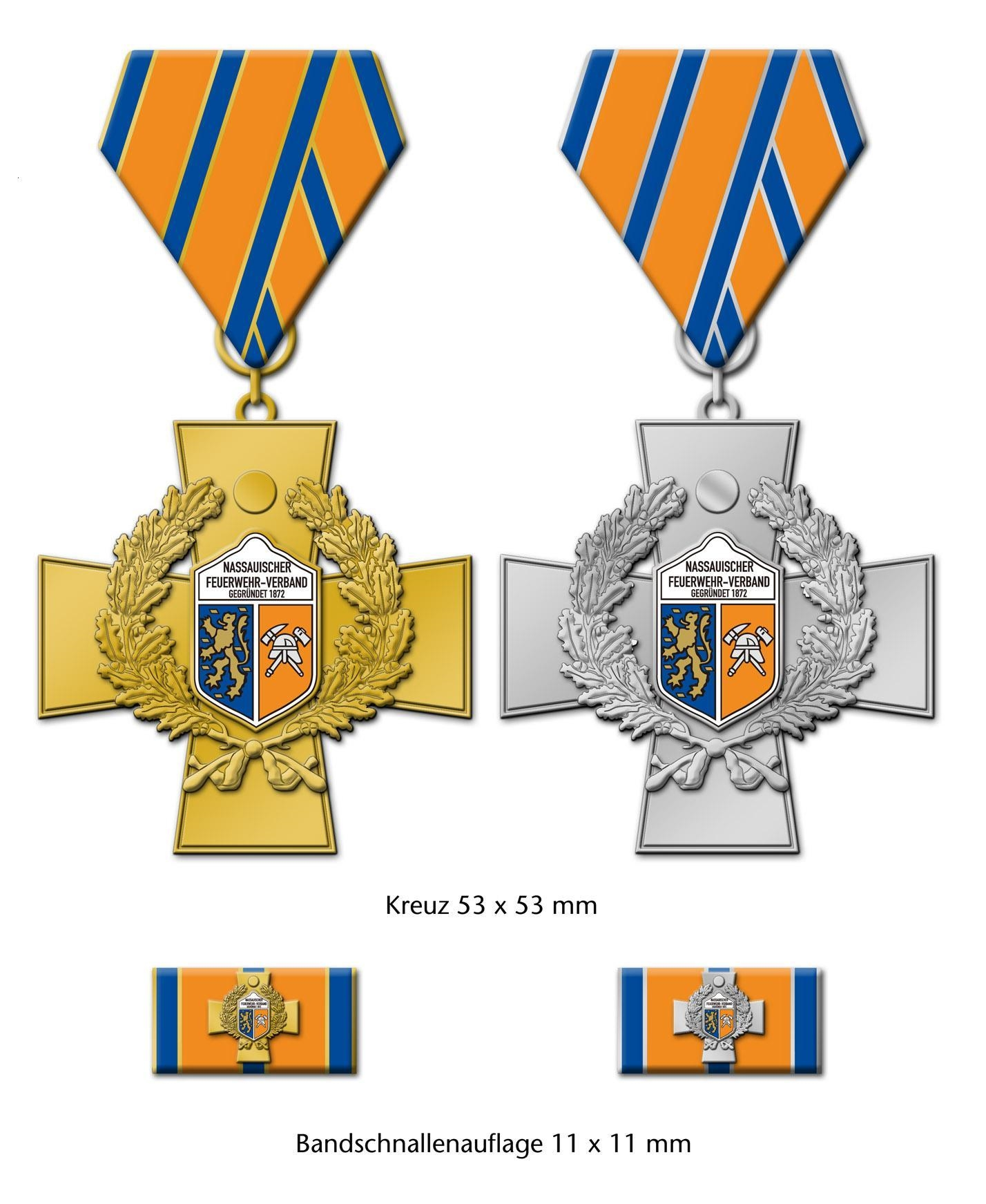
Ehrenkreuz des Nassauischen Feuerwehrverbandes am Bande in Gold und Silber

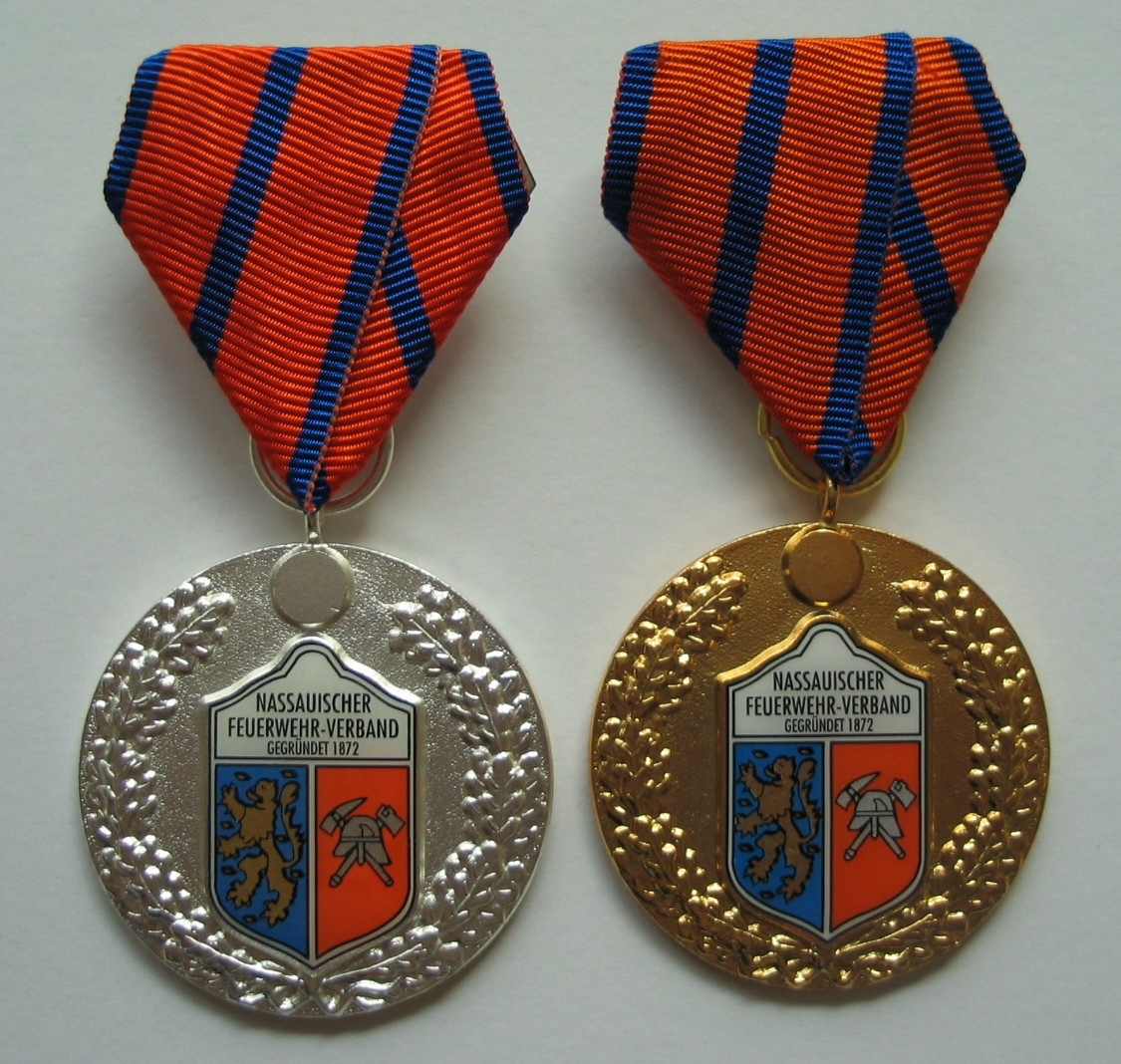
Ehrenmedaille des Nassauischen Feuerwehrverbandes am Bande in Silber und Gold

Ehrenzeichen des Nassauischen Feuerwehrverbandes werden in Anerkennung und Würdigung um das Feuerwehrwesen im Bereich des Nassauischen Feuerwehrverbandes in Form einer Ehrenmedaille oder eines Ehrenkreuzes verliehen.

## Ehrenmedaille
Die Ehrenmedaille des Nassauischen Feuerwehrverbandes am Bande trägt die Inschrift „Nassauischer Feuerwehr-Verband, gegründet 1872“. In der Mitte befindet sich das Wappen des Nassauischen Feuerwehrverbandes. Umrahmt wird das Verbandswappen mit Eichenblättern.
Die Ehrenmedaille wird in folgenden Stufen verliehen:
- in Silber am Bande für mindestens 20-jährige aktive Dienstzeit in der Freiwilligen Feuerwehr;
- in Gold am Bande für mindestens 30-jährige aktive Dienstzeit in der Freiwilligen Feuerwehr.

## Ehrenkreuz
Das Ehrenkreuz des Nassauischen Feuerwehrverbandes am Bande für besondere Verdienste bzw. hervorragende Verdienste besteht aus einem gleichschenkligen Kreuz, das in der Mitte das Wappen des Nassauischen Feuerwehrverbandes trägt. Das Wappen wird von einem Kranz aus Eichenlaub eingefasst und trägt die Inschrift „Nassauischer Feuerwehr-Verband, gegründet 1872“.
Das Ehrenkreuz wird in folgenden Stufen verliehen:
- in Silber am Bande für besondere Verdienste,
- in Gold am Bande für hervorragende Verdienste.

## Verleihung
Die Feuerwehr-Ehrenzeichen werden vom Vorsitzenden des Nassauischen Feuerwehrverbandes verliehen. Sie wurden am 1. Januar 1993 gestiftet. In heutiger Ausgestaltung bestehen sie seit dem 22. April 2008. Über die Verleihung des Ehrenzeichens wird eine Verleihungsurkunde ausgestellt.

## Voraussetzungen
- Die Ehrenmedaille in Silber am Bande kann an Angehörige von Feuerwehren für eine mindestens 20-jährige aktive und pflichttreue Dienstzeit in der Feuerwehr verliehen werden.
- Die Ehrenmedaille in Gold am Bande kann an Angehörige von Feuerwehren für eine mindestens 30-jährige aktive und pflichttreue Dienstzeit in der Feuerwehr verliehen werden.
- Das Ehrenkreuz in Silber am Bande für besondere Verdienste kann verliehen werden:
  - an Personen, die sich langjährige örtliche oder überörtliche besondere Verdienste um das Feuerwehrwesen erworben haben;
  - an Angehörige von Feuerwehren im Verbandsgebiet des Nassauischen Feuerwehrverbandes e.V., die sich langjährige örtliche oder überörtliche besondere Verdienste um das Feuerwehrwesen erworben haben.
- Das Ehrenkreuz in Gold am Bande für hervorragende Verdienste kann nur verliehen werden:
  - an Personen, die sich jahrzehntelange örtliche oder langjährige überörtliche hervorragende Verdienste um das Feuerwehrwesen im Verbandsgebiet des Nassauischen Feuerwehrverbandes e.V. erworben haben;
  - an Angehörige von Feuerwehren im Verbandsgebiet des Nassauischen Feuerwehrverbandes e.V., die im Rahmen ihrer Tätigkeit sich hervorragende Verdienste um das überörtliche Feuerwehrwesen erworben haben.

## Stifter
Der Nassauische Feuerwehrverband ist einer von drei Bezirksfeuerwehrverbänden im Landesfeuerwehrverband Hessen. Er wurde am 27. Juli 1872 Feuerwehrverband für den Regierungsbezirk Wiesbaden in Wiesbaden gegründet und durchlebte eine bewegte Geschichte. Der Verband ist der Zusammenschluss von elf hessischen Kreisfeuerwehrverbänden.